# Мнацакан Тарян
Мнацакан Варданович Тарян (вірм. Մնացական Թարյան, справжне прізвище — Мхітарян; 1920—1999) — вірменський, радянський та український поет й прозаїк. Член Спілки письменників УРСР з 1976 року.

## Життепис
У 1940 році закінчив педагогічне училище імені Шота Руставелі у Вагаршапаті. У 1939—1940 роках працював у середній школі села Грхдагірман (нині Хнаберд) Апаранського району. У 1941—1945 роках служив у Радянській армії, брав участь у Великій Вітчизняній війні. У 1942 році був важко поранений, потрапив у полон, після звільнення в 1945 році був репресований, а в 1947 році виправданий. У 1947—1978 роках працював маляром у Будинку культури № 2 Товариства сліпих Вірменії. Ряд віршів письменника перетворено на пісні.

## Колекції
- Мій улюблений колір, 1955.
- Весняні квіти, 1959.
- Моряки, 1963.
- Шматок хліба, 1967.
- Я малював осінь 1971 року.
- Перемога надії, 1975.
- Я люблю вас, діти, 1980.
- Месник/Мститель: казки, оповідання. 1984[4] .
- Велике серце, 1986.
- Від полону до полону, 1990[5] .
- Різкий вітер, 2004[6] .
- Двоє в пеклі. Романи-мемуари та оповідання Тарян, Мнацакан Варданович, Тарян, Анаіт Мнацаканівна. Єреван. Лусак, 2010[7] .
- Чоловік, який втік від стрілянини. Мемуарний роман. 2015[8] .

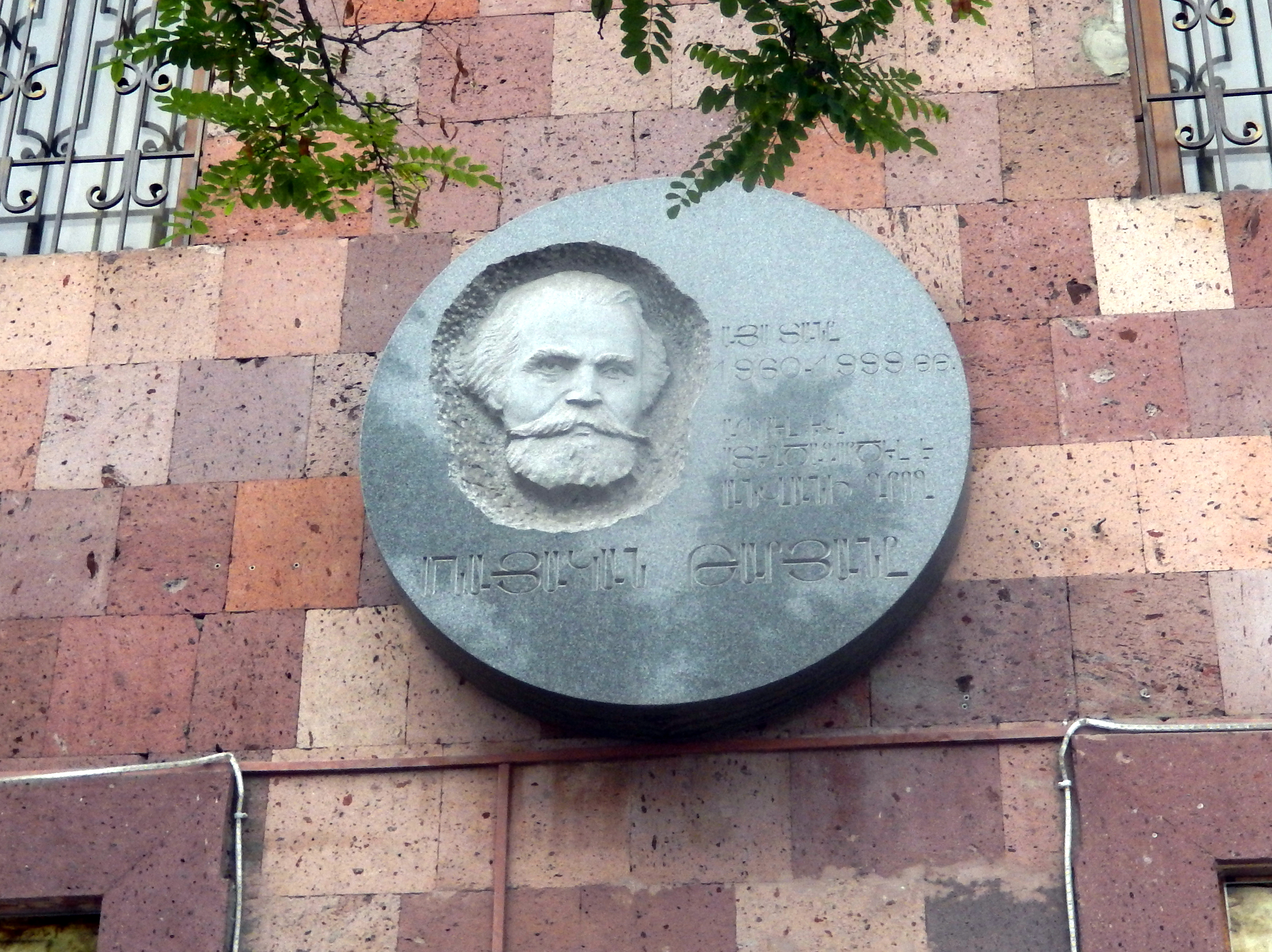
Меморіальна дошка Мнацакану Таряну на проспекті Комітаса в Єревані

## Пам'ять
- Бібліотека № 4 м. Ечміадзін носить ім'я Таряна[9].
- На стіні будинку на проспекті Комітаса в Єревані, де поет жив у 1960—1999 роках, є пам'ятна дошка, присвячена Таряну.